# 貝隆角

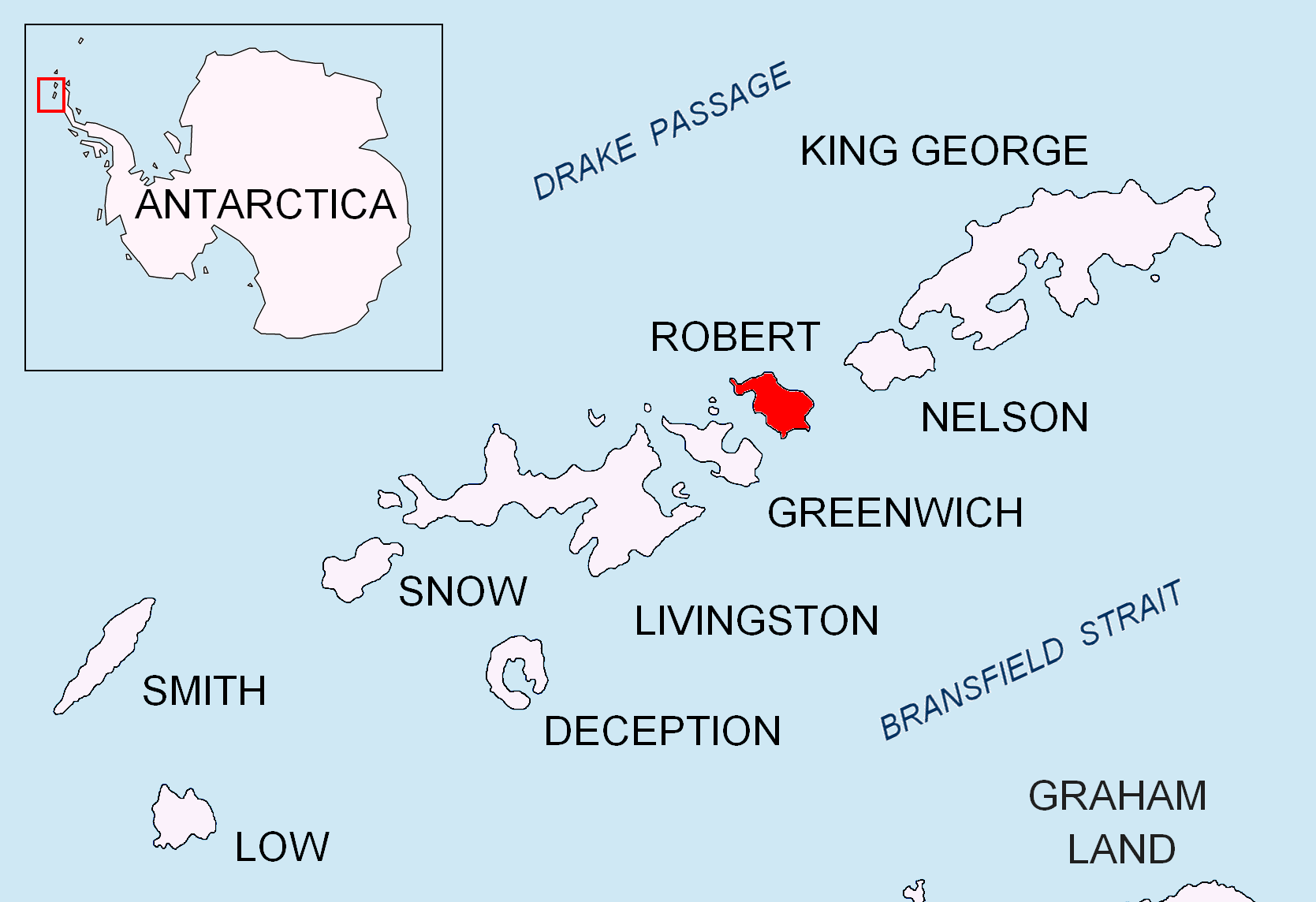

貝隆角（英語：Beron Point）是南極洲的海岬，位於南設得蘭群島中羅伯特島西南岸，處於內格拉角東南面4.5公里、扎哈里角西北面1.8公里和愛德華茲角西北面3.7公里，以保加利亞的科學家命名。

## 外部連結
- SCAR Composite Gazetteer of Antarctica（页面存档备份，存于）.

62°26′33″S 59°34′35″W / 62.44250°S 59.57639°W